# Xiro Papas
Xiro Papas (eigentlich Ciro Papa; * 4. Oktober 1933 in Torre Annunziata; † 14. Mai 1980 bei Padua) war ein italienischer Schauspieler und Filmproduzent.
Papas war als Jugendlicher zum Boxsport gekommen, den er im Halbschwergewicht ausübte. Bis zum Militärdienst blieb er ungeschlagen, hörte aber auf Wunsch seiner Verlobten danach mit dem Boxen auf. Ende der 1960er Jahre kam er als Mitglied der technischen Crew zum Film und erhielt bald erste Rollen in günstig produzierten Genrefilmen, die den mächtigen, meist schnurrbärtigen Darsteller in Rollen als Bösewicht einsetzten. Mehrere Male spielte er in seiner rund 15 Filme umfassenden Karriere auch das Monster in Horrorfilmen.
Mit der von ihm gegründeten Firma „Oplonti Film“ war er seit 1974 auch als Produktionsleiter tätig.
Papas starb bei einem Autounfall und hinterließ seine Frau und drei Kinder.

## Filmografie (Auswahl)
- 1971: Black Killer (Black Killer)
- 1971: …E lo chiamarono Spirito Santo
- 1971: Sein Name war Pot – aber sie nannten ihn Halleluja (Il suo nome er a Pot… ma… lo chiamavano Allegria)
- 1972: Arriva Eldorado (Scansati… a Trinità arriva Eldorado)
- 1972: Das Auge des Bösen (Casa d’appuntamento)
- 1973: Frankenstein ’80 (Frankenstein 80)
- 1973: Die Leichenfabrik des Dr. Frankenstein (Terror! Il castello delle donne maledette)
- 1974: Willkommen im Knast (Farfallon)
- 1977: La bestia in calore